# CODAG
CODAG (Combined diesel and gas -- Combinado diésel y gas) es un tipo de sistema de propulsión naval para embarcaciones que requieren velocidades máximas considerablemente superiores a sus velocidades de crucero, particularmente navíos de guerra como las fragatas y corbetas modernas.

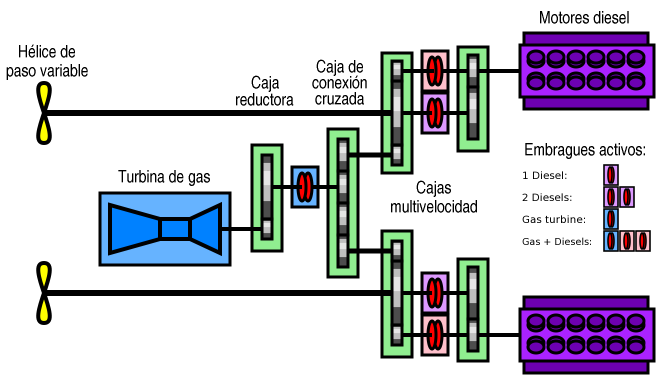
Esquema de un sistema CODAG, con transmisiones dobles para los diésel.

Consiste de motores diésel para operaciones de crucero y turbinas de gas que pueden activarse para trayectos a alta velocidad. En la mayoría de los casos la diferencia de potencia entre los motores diésel solos y la combinación de propulsión diésel y turbina es tan grande, que se requieren hélices de paso variable para limitar la rotación, de modo que los diésel puedan continuar operando sin cambiar las relaciones de engranajes de sus transmisiones. Por esta razón se requieren cajas de transmisión multivelocidad. En esto se distinguen de los sistemas CODOG, que acoplan los diésel a los árboles de las hélices con transmisiones simples de relaciones fijas, y los desacoplan cuando se activa la turbina.
Por ejemplo, en las nuevas fragatas de la clase Fridtjof Nansen de la Real Armada Noruega, la relación de transmisión de los diésel se cambia de aproximadamente 1:7,7 (motor:hélice) para propulsión sólo diésel a 1:5,3 para propulsión combinada. Algunas naves llegan a tener tres diferentes relaciones de transmisión para los motores diésel: una para cuando el motor funciona solo, otra para cuando ambos diésel operan conjuntamente, y la tercera para cuando se activa la turbina de gas.
Este sistema de propulsión ocupa menos espacio que un sistema sólo basado en diésel, con la misma erogación de potencia máxima, puesto que pueden emplearse motores más pequeños y la turbina de gas y las transmisiones no necesitan demasiado espacio adicional. El CODAG conserva la alta eficiencia de uso de combustible de los motores diésel para navegación de curcero, permitiendo mayor alcance y reduciendo los costos de combustible respecto del uso de turbinas de gas solamente. Pero, por otro lado, se requiere un sistema de transmisión más complejo, pesado, y sujeto a desperfectos.
La velocidad típica de crucero de las naves de guerra CODAG con propulsión diésel es de 20 nudos, y la velocidad máxima típica con la turbina de gas acoplada es de 30 nudos.
Los sistemas CODAG empezaron a utilizarse en la armada alemana, con las fragatas clase Köln.

## Turbinas y diésel en árboles separados
En ocasiones suele denominarse CODAG a la disposición de propulsión de motor diésel y turbina de gas en que cada sistema usa sus propios árboles y hélices. Estas instalaciones evitan el uso de transmisiones complicadas, pero tienen algunas desventajas respecto de los verdaderos sistemas CODAG:
- Deben usarse más hélices, por lo que estas deben ser más pequeñas y por lo tanto menos eficientes.
- Las hélices de los sistemas no activados pueden causar turbulencia y desvíos.

CODAG WARP (CODAG Water jet And Refined Propeller -- CODAG hidrojet y hélice refinada), un sistema desarrollado por el constructor alemán Blohm + Voss como opción para sus barcos MEKO, pertenece también a esta categoría. Sin embargo, evita los problemas antes mencionados. CODAG WARP usa dos motores diésel en disposición CODAD para impulsar dos hélices (es decir, ambos árboles pueden ser movidos por cualquiera de los motores) y un hidrojet propulsado por la turbina de gas. Cuando el hidrojet no está operando no causa turbulencia, y dado que la tobera puede ser desplazada más hacia popa y elevada, no afecta el tamaño de las hélices.